# Luo Wei
Luo Wei (chinesisch 罗微, Pinyin Luó Wēi, * 23. Mai 1983 in Peking) ist eine ehemalige chinesische Taekwondoin, die im Mittel- und Weltergewicht aktiv war. Sie wurde 2003 Weltmeisterin und 2004 Olympiasiegerin im Mittelgewicht.

## Karriere
Luo war erstmals 2002 beim Weltcup in Tokio auf internationaler Bühne aktiv, wo sie im Achtelfinale gegen Yang Jeong-im ausschied. Im selben Jahr erreichte sie bei den Asienspielen in Busan das Halbfinale. Nach einer Niederlage gegen Wan Chen Chang gewann sie die Bronzemedaille. 2003 wurde sie in Garmisch-Partenkirchen in der Klasse bis 72 Kilogramm Weltmeisterin. Sie bezwang zunächst Umit Kabsikhova, Sanaz Shahbazi und Aitziber Los Arcos, ehe sie im Finale Myriam Baverel aus Frankreich mit 3:2 besiegte. Ihr gelang kurz darauf in Paris nach einem Finalerfolg gegen Kim Yeon-ji die erfolgreiche Qualifikation für die Olympischen Spiele in Athen. Dort folgten im Mittelgewicht, der Klasse bis 67 Kilogramm, Siege gegen Hwang Kyung-seon, Nina Solheim und Ineabelle Díaz, ehe sie im Finalkampf auf Elisavet Mystakidou aus Griechenland traf, die sie mit 7:6 bezwang.
Das Folgejahr blieb ohne sportliches Highlight, bei der Weltmeisterschaft schied Luo im Achtelfinale gegen Sarah Stevenson aus. 2006 gewann sie bei den Asienmeisterschaften in Bangkok hinter Rapatkorn Prasopsuk die Silbermedaille, während sie bei den Asienspielen in Doha nach einem 1:0-Finalerfolg über Alaa Kutkut aus Jordanien die Goldmedaille gewinnen konnte. Im Halbfinale hatte sie sich gegen Lee In-jong mit 7:6 durchsetzen können. Bei den Weltmeisterschaften 2007 kämpfte sich Luo bis ins Halbfinale vor, in dem sie Lee In-jong mit 2:5 unterlag. 2008 gewann sie bei der Asienmeisterschaft in Henan die Bronzemedaille. Ihren letzten internationalen Erfolg feierte Luo schließlich bei den Asienspielen in Guangzhou, bei denen sie sich erneut die Goldmedaille sicherte. Sie setzte sich im Halbfinale zunächst mit 2:1 gegen Rapatkorn Prasopsuk durch, ehe sie im Finale Ferusa Jergeschowa mit 5:4 bezwang.